# Чарлз Леффлер
Чарлз Мартін Леффлер (англ. Charles (Karl) Martin Loeffler; 30 січня 1861 Шенеберг під Берліном — 19 травня 1935 Медфілд, штат Массачусетс) — американський скрипаль і композитор німецького походження.
Провів дитинство в Парижі, Угорщині, Швейцарії, містечку Сміла під Києвом (де в дев'ятирічному віці почав займатися на скрипці) і в Ельзасі, з яким так зріднився душею, що в подальшому незмінно називав місцем свого народження Мюлуз.

Навчався в Берліні у Йозефа Йоахіма (скрипка), Фрідріха Кіля і Вольдемара Баргіля (композиція), потім в Парижі у Ламбера Массара (скрипка) та Ернеста Ґіро (композиція). У 1881 році він емігрував до США, в 1887 році оформив американське громадянство.
У 1882—1903 рр. Леффлер був другим концертмейстером Бостонського симфонічного оркестру (першим був Франц Кнайзель). У 1891 році він дебютував з оркестром як соліст при виконанні власної сюїти для скрипки з оркестром «Українські вечори» (фр. Les Veillées d'Ukraine); серед інших творів, вперше представлених Лефлером бостонській публіці, були Іспанська симфонія Едуара Лало і Шотландська фантазія Макса Бруха.
З 1903 року Леффлер повністю присвятив себе композиторській творчості (і частково педагогіці).